# Ngọc dương

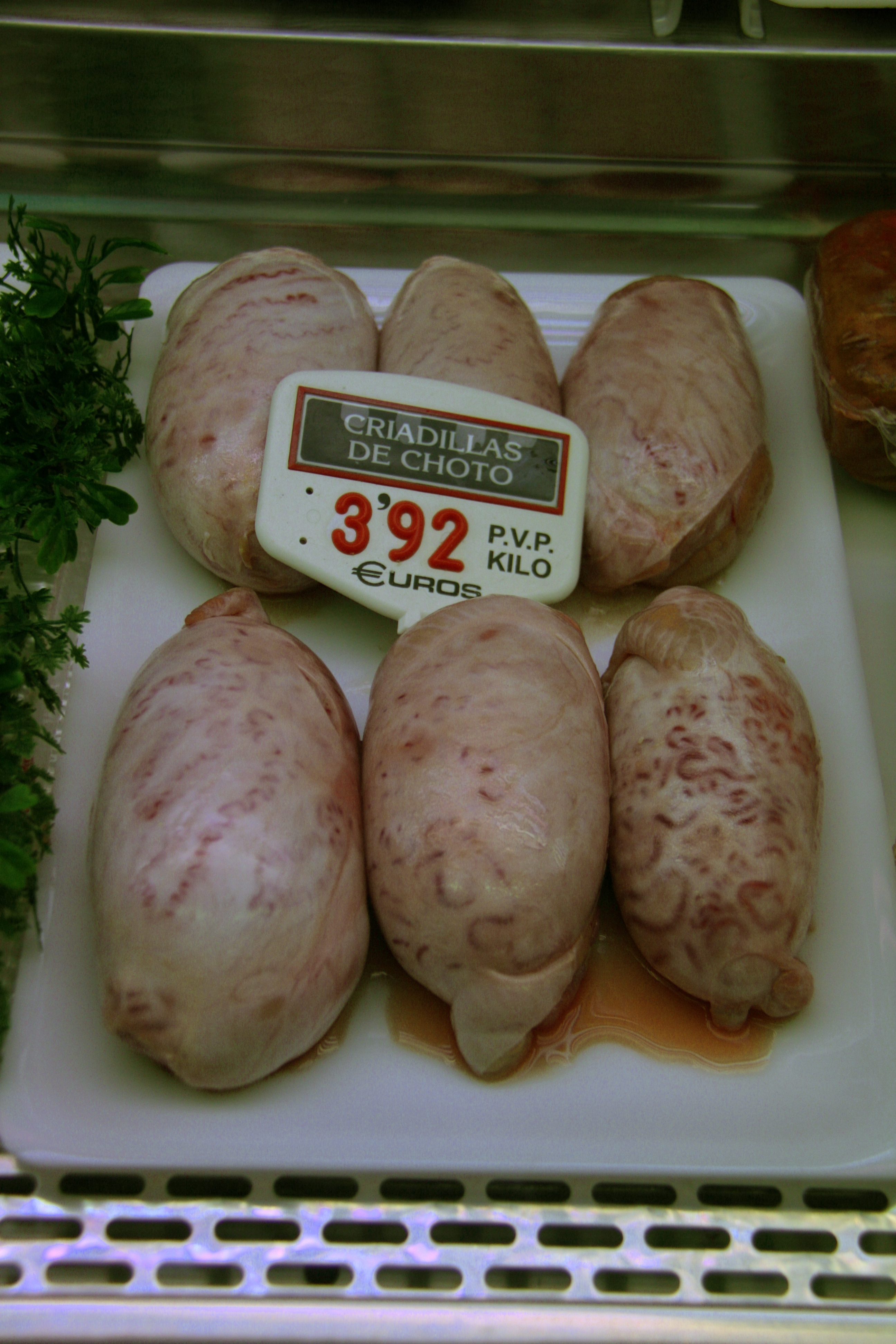
Ngọc dương được bày bán ở siêu thị giới giá đắt

Ngọc dương hay ngọc hành hay còn gọi là dái dê, pín dê, cà dê là tinh hoàn của con dê được dùng để chế biến thành những món ăn ngon và bổ, nó thuộc vào nhóm những món ngẩu pín. Ngọc dương là món ăn được xếp hàng đầu trong những món pín dùng để bồi bổ cho sinh lực tình dục của đàn ông, tăng cường khả năng của nam giới, bổ thận, tráng dương, tăng cường sinh lực, đem lại sự sung mãn trong quan hệ tình dục với quan niệm ăn gì bổ nấy.

## Tổng quan
Dê có những điểm mà các động vật ăn cỏ khác không có, chúng có thể trèo nhanh trên các vách núi đá chênh vênh, có thể ăn một cách ngon lành các loài cây có gai, thậm chí có mủ độc như cây xương rồng. Tuy có dáng đi xấu nhưng mỗi con dê đực sở hữu khả năng hoạt động tình dục đứng hàng đầu trong giới động vật, một con dê đực có thể kiểm soát giao phối trung bình tới 60 con dê cái và làm tình trong nhiều lần liên tục do đó còn là biểu tượng của tình dục, nhục dục. Dê cái thì cứ 18-20 ngày một kỳ, nó lại động dục, dê cái đẻ khỏe, mỗi lần đẻ 2-3 con, có giống đẻ tới khoảng 10 con. Và chỉ cần mang thai khoảng 147 - 150 ngày đã đẻ lứa khác, một năm có thể đẻ nhiều lứa.
Từ lý do này, ngọc dương cũng bị ngâm vì một mình con dê đực chịu trách nhiệm phối giống cho vài chục con dê cái, con dê được đánh giá rất cao và đã được nhiều người ngâm rượu ngọc dương để uống. Lẩu ngọc dương hoặc ngọc dương hầm câu kỷ tử có tác dụng rất lớn trong việc cải thiện khả năng sinh lý. Dê cho nhiều sản phẩm quý làm thuốc như mỡ, huyết, thận và đặc biệt là ngọc dương. Trong Nam dược thần hiệu, Tuệ Tĩnh có viết: Thịt dê (dương nhục) có vị đắng ngọt, tính rất nóng, ích cho tâm kỳ, bổ được hư lao hàn lạnh, trừ kinh giản, trị bị gió chóng mặt, đau lưng, chữa liệt dương". Bài thuốc: Thịt dê 40 g, đương quy 5 g, gừng 10 g, nấu chín ăn 2 lần/ngày, giúp cho phụ nữ sau khi sinh nở, cơ thể bị yếu, gầy, ăn ngủ kém, ít sữa, sẽ nhanh hồi phục.

## Công dụng
Ngọc dương có tác dụng trị thận suy và liệt dương. Không chỉ riêng ngọc dương mới tốt cho quý ông mà ngay cả thịt dê, cật dê, rượu tiết dê... cũng rất tốt. Từ xưa đến nay, ngọc dương được xem là món tráng dương cho nam giới. Món ngọc dương là thức ăn quý ngày xưa chỉ có vua chúa, quý tộc mới được dùng để bồi bổ sức khỏe chăn gối của mình. Ngọc dương thường được chế biến bằng cách hầm với thuốc bắc. Theo dân gian, muốn có sự sung mãn thật sự thì mỗi lần phải ăn hết nguyên bộ được hầm với thuốc Bắc trong đó có nhân sâm, kỷ tử, hoài sơn, đại táo, nhục quế, long nhãn.

## Các món

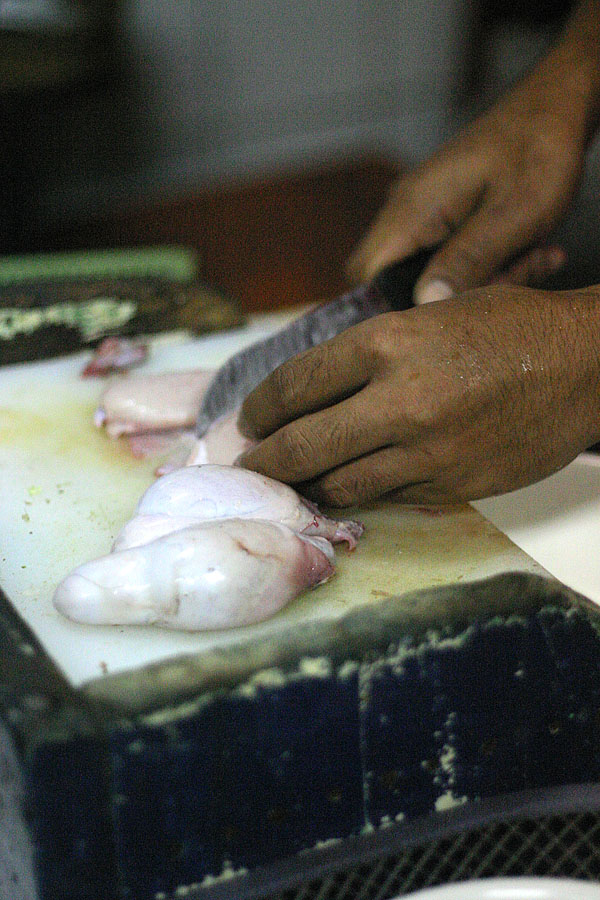
Ngọc dương đang được chế biến

Món ngọc dương hầm thuốc bắc đang được nhiều người đàn ông ưa chuộng. Ăn ngọc dương hầm thuốc bắc có tác dụng bổ dương, kiện trì ích vị, thích hợp với nam giới khi bị đau lưng, liệt dương, đầu gối yếu mỏi, thận hư. Ngọc dương nguyên bộ rửa sạch đưa vào nồi nấu chung với nhân sâm (15 g), kỷ tử (20 g), hoài sơn (50 g), đại táo (30 g), nhục quế (10 g), long nhãn (30 g). Đổ nước vừa ngập, đun sôi trong vòng 30 phút, sau đó hạ lửa đến khi ngọc dương chín mềm rồi nêm gia vị hành, muối.
Ngọc dương tửu hay còn gọi là rượu dái dê với nguyên liệu là những quả thận dê đã được cắt bỏ phần màng trắng bên trong, hoặc toàn bộ bộ phận sinh dục (ngọc hành), đôi khi cả dương vật của dê, đem nguyên liệu bóp đều với rượu gừng tươi và để trong 30 phút. Lấy ra bỏ hết gừng, thái thành các lát mỏng. Đem xử lý ngâm ngập vào rượu dược dụng 60o trong 3 - 6 tháng. Lần 2: ngâm trong 3 tháng, nồng độ rượu 35 - 40o. Lần 3 ngâm trong 1 tháng, nồng độ rượu 35 - 40o. Gộp dịch chiết rượu của 3 lần lại. Để tăng thêm tác dụng bổ nội tiết, bổ sinh dục, người ta còn pha chế thêm rượu thuốc vào rượu ngọc dương, với các vị thuốc.
Ngọc dương hấp rượu: Ngọc dương, thận, bộ sinh dục cắt miếng mỏng, ướp hành tỏi, ngũ vị hương, cho vào thố (niêu đất) kê trên vài viên gạch nhỏ (trên đĩa), đổ rượu vào đĩa rồi đốt. Hơi nóng của rượu sẽ làm chín ngọc dương. Ngọc dương nấu lẩu: Nước lẩu hầm củ sen, hạt sen, củ súng. Khi nước sôi, nhúng tái ngọc dương, thận, tuỷ dê. Không nên để những bộ phận này chín quá bởi sức nóng dễ làm giảm tác dụng. Ngọc dương nấu lẩu là một bài thuốc phối ngũ. Ngọc dương có tính mạnh nhưng lại hãm bởi những vị cố tinh như thế sức mạnh bền bỉ mà không bộc phát.